# Гаува Ібрагім
Гаува Ібрагім (англ. Hauwa Ibrahim 20 січня 1968, Гомбе, Нігерія) — нігерійська адвокатеса, лауреат премії імені Сахарова (2005).

## Життєпис
Гаува Ібрагім народилася 1968 року. Її дитинство пройшло в сільській місцевості. Працювала прокурором у Міністерстві юстиції штату Баучі. У 1999 році стала адвокатесою. Вона вважається першою мусульманкою в Нігерії, що отримала цю посаду. 2000 року стала першою жінкою, обраною державним секретарем Національної асоціації адвокатів Нігерії.
Ібрагім стала відомою як захисниця прав людини і борець з релігійним фундаменталізмом у Нігерії. Вона захищала понад 150 осіб, засуджених за законами шаріату, зокрема жінок, визнаних винними в перелюбі і засуджених до побиття камінням. Серед її підзахисних була Аміна Лаваль, яку в підсумку було виправдано. Адвокат також боролася з покараннями у вигляді ампутації кінцівок за злодійство. У 2005 році Ібрагім за свою діяльність була відзначена премією імені Сахарова. Вона розділила нагороду з двома організаціями «Репортери без кордонів» і «Жінки в білому».
Ібрагім підтримує освіту серед дівчаток і вважає її важливою для розширення прав жінок. Вона є консультантом кількох правозахисних і неурядових організацій світу, викладала в Гарвардській школа богослов'я і Єльському університеті. Також вона президент «Інституту миру» (англ. The Peace Institute). Ібрагім опублікувала бестселер Practicing Shariah Law: Seven Strategies for Achieving Justice in Shariah Courts. У травні 2014 року президент Гудлак Джонатан включив її до складу комісії з розслідування масового викрадення в Чибоці. 2015 року вона виступила в Європейському парламенті .

## Нагороди
- Margaret Brent Women Lawyers of Achievement Award від Американської асоціації юристів (2004)
- Орден «За заслуги перед Італійською Республікою» (2005)
- Премія імені Сахарова (2005)
- Почесний громадянин міста Париж (2006)